# Droga krajowa nr 205 (Kostaryka)
Droga krajowa nr 205 (hiszp. Ruta Nacional Secundaria 205/Ruta 205) – jedna z dróg krajowych w Kostaryce. Znajduje się ona w prowincji San José.

## Opis
W prowincji San José droga krajowa nr 204 przebiega przez kanton Goicoechea (przez dystrykty Guadalupe, Mata de Plátano i Rancho Redondo).